# Condate orsilla
Condate orsilla là một loài bướm đêm trong họ Erebidae.